# 中央广播电视总台4K超高清频道
中央广播电视总台4K超高清频道（亦称中国中央电视台4K超高清频道，中文台标为“ 超高清”，简称央视4K超高清频道），是中央广播电视总台于北京时间2018年10月1日早上10时开播仪式的一条4K超高清电视频道，也是首个面向整个中国大陆播出的超高清电视频道。
该频道于2018年10月1日早上10时正式开播，开播初期为4K超高清试验频道，并预计将在2021年发展成为涵盖新闻、纪录片、文化教育、影视娱乐、体育赛事及大型会议活动等各类综合节目的4K超高清综合频道。

## 背景及发展
2018年春节期间，央视在中国大陆部分省市有线电视的“央视专区”平台开通了4K超高清电视节目点播业务，提供包括春晚、在内的4K电视节目点播。据媒体报道，按照计划，央视4K超高清频道于2018年10月1日早上10时正式开播，使用原中国3D电视试验频道的卫星转发器和频谱资源播出，为此3D频道已于2018年7月30日0:00停播。
2018年9月26日至30日期间，央视4K超高清频道进行了系统调试播出（其中在9月26日的播出片段包括2018上合组织峰会文艺演出片段、2018年央视元宵晚会片段、纪录片《不朽的马克思》片段、平昌冬奥会宣传片、2018年世界杯足球赛特别节目《豪门盛宴》片段、世界杯闭幕式及决赛内容），并于2018年10月1日（中华人民共和国国庆节）北京时间早上10时，中央广播电视总台4K超高清频道正式开播，同时采用中星6A卫星和有线数字电视的方式开播。先行计划透过全国各省、区、市的有线电视网强制落地上线播出。开播时，首先播放了中华人民共和国国歌和“美丽中国”宣传片，之后播放的首个节目为《航拍中国》（30分钟精编版）。央视4K超高清频道在开播当日共播出了14小时（10:00-00:00），并于次日起暂定每天播出18小时（06:00-00:00）。
2019年农历戊戌十二月三十除夕，《中央广播电视总台春节联欢晚会》（与CCTV-1、CCTV-3、CCTV-4、CCTV-7（开始2020年）、CCTV-14、CCTV-17（开始2020年）及CCTV-8K（开始2021年）并机直播）。
2019年6月1日，因央视4K超高清频道计划于次日凌晨转播2018–19年欧洲冠军联赛决赛，故当天的节目播映完毕后频道没有关机，并与第二天的节目连续播出，这是CCTV-4K首次24小时连续播出。
2021年2月5日至15日，为配合国家有关4K超高清产业政策及发展规划，并确保中国境内IPTV用户能够在除夕夜观看中央广播电视总台2021年春节联欢晚会的4K直播信号，由央视网旗下爱上电视传媒牵头，其临时将CCTV-4K超高清频道（SDR，25fps）信号下发至各省分平台并输送至各地绝大多数运营商IPTV的4K智能机顶盒上，作为配套，《2021春晚专区》的“4K直播”专栏入口也一并上线，面向全国3亿IPTV用户。
2021年10月25日CCTV-16开播后，该频道在多数情况下不再独自承担体育赛事的转播任务，以直接与CCTV-16并机为主。但在2022年卡塔尔世界杯期间，该频道亦与CCTV-5+共同承担了小组赛第三轮另外8场比赛的转播任务。

## 频道标志与呼号
央视4K超高清频道在9月26日的播出画面信号测试期间，屏幕左上角使用双线“CCTV”和勺型标标志，勺标内为综艺体“超高清”字样；而在9月27日之后则正式采用双线“CCTV”和勺型标标志，勺标内为“4K”字样，并在此标志下方加挂综艺体“超高清”字样。而在呼号方面，央视4K超高清频道为仅使用“中央广播电视总台”呼号开创先河的电视频道（随后的8K超高清试验频道亦是如此）。